# Rhyacophila kuwayamai
Rhyacophila kuwayamai là một loài Trichoptera trong họ Rhyacophilidae. Chúng phân bố ở miền Cổ bắc.